# Chalchyn gol
Chalchyn gol (mongolsky Халхын гол, čínsky znaky 哈拉哈河) je řeka v autonomní oblasti Vnitřní Mongolsko v ČLR a ve Východním ajmagu v Mongolsku. Je 233 km dlouhá. Povodí má rozlohu 17 000 km². Řeka je součástí říčního systému Amuru.

## Průběh toku
Pramení na západních svazích Velkého Chinganu, kde vytváří úzkou dolinu. Na dolním toku protéká rovinou, kde se rozděluje na dvě ramena. Levé ústí do jezera Buir núr a pravé do řeky Orčun gol, která spojuje jezera Buir núr a Chulun núr.

## Vodní režim
Zdrojem vody jsou převážně dešťové srážky. Průměrný roční průtok vody činí přibližně 25 m³/s. Nejvyšších vodních stavů dosahuje v létě.

## Historie
Od května do září 1939 v okolí řeky proběhla bitva u řeky Chalchyn mezi sovětsko-mongolskými a japonsko-mandžuskými vojsky.